# 디렉토리 엔트리
디렉토리 엔트리(Directory entry)란 디렉토리를 표현하는 데에 쓰이는 자료구조이다. 파일 시스템에 따라서 이를 구성하는 항목도 달라진다. 일반적으로는 파일이름, 파일속성 등 파일에 대한 여러 가지 정보가 저장되는데, 유닉스 계열에서는 파일이름과 아이노드 번호만 저장된다.

## MS-DOS
MS-DOS에서 디렉토리 엔트리는 파일 이름, 확장자, 속성, 시각, 날짜, 첫 번째 블록의 번호, 파일 크기 정보를 가지고 있다.

## 유닉스 계열
유닉스에서 디렉토리 엔트리는 파일 이름과 아이노드 번호 정보를 가지고 있다. (파일의 속성, 소유자 정보는 해당 파일의 아이노드가 가지고 있다.)

## 같이 보기
- 디렉토리